# Långhus (kyrka)

Långhuset i en basilika

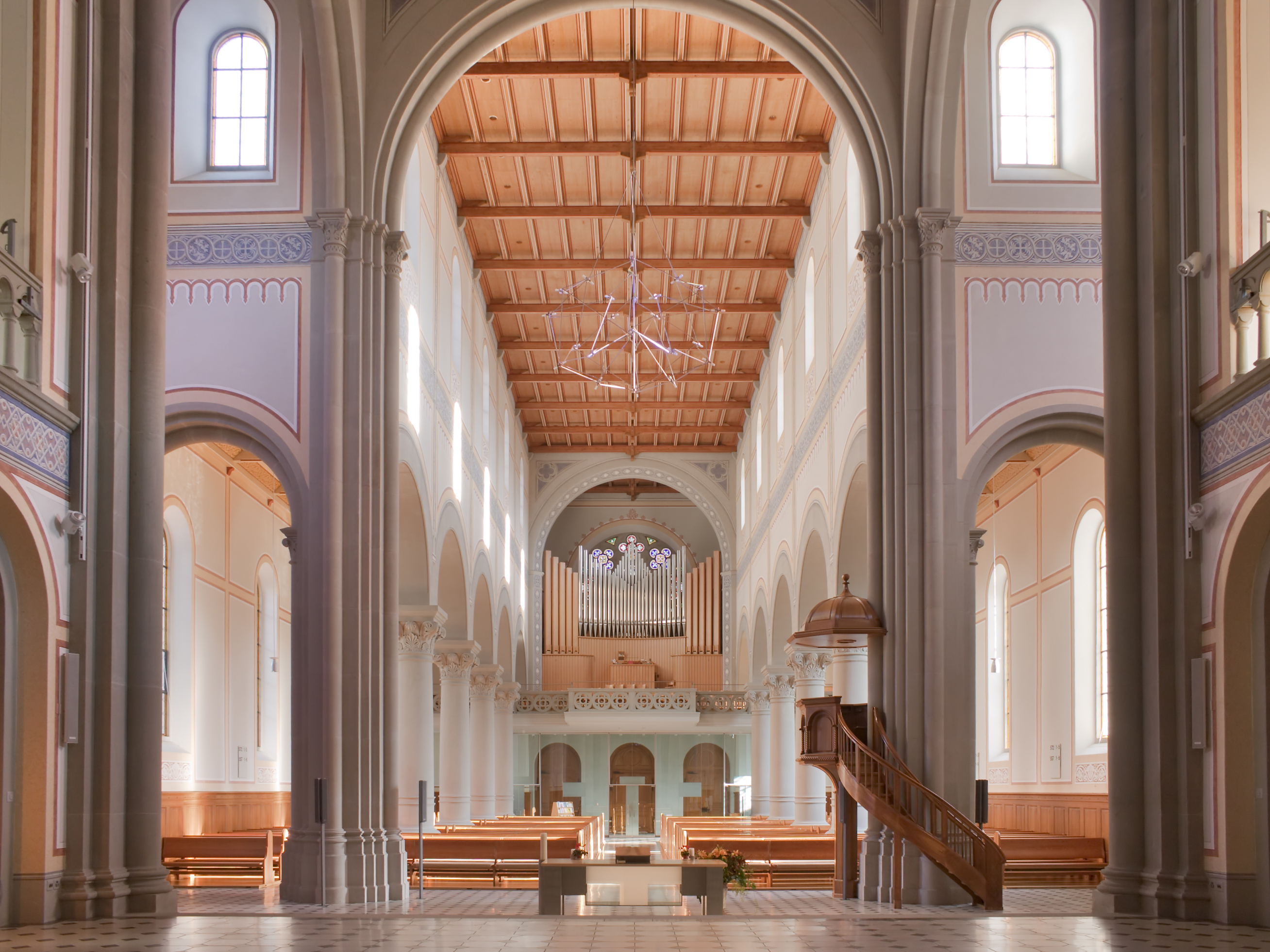
Långhus och orgel i stadskyrkan i Glarus, Schweiz

Långhus, eller långskepp, kallas det mot väster belägna och för församlingen avsedda långsträckta huvudrummet i en kyrkobyggnad.
Långhuset består i större anläggningar av ett mittskepp mellan två (eller fyra) sidoskepp eller kapellräckor, skilda genom fristående stöd (pelare eller kolonner), så till exempel i Uppsala och Lunds domkyrkor. Smärre kyrkor har långhuset enskeppigt eller, såsom någon gång på Gotland, Tyska kyrkan i Stockholm med flera tvåskeppigt.
Till långhuset sluter sig i väster ibland ett särskilt tillbyggt torn, eller reser sig tornet över långhusets västra ända. I öster skiljs det genom tvärhuset (tvärskeppet), när ett sådant finns, från koret. I annat fall ansluter koret där direkt (med eller utan rundel).
Enkla kyrkoanläggningar saknar ofta särskilt kor och består endast av ett långhus, vars östligaste del utgör kor eller altarrum.